# Guerrero de la noche (película)
Guerrero de la noche (título original: Night of the Warrior) es una película franco-estadounidense de acción y deporte de 1991, dirigida por Rafal Zielinski, escrita por Thomas Ian Griffith, musicalizada por Ed Tomney, en la fotografía estuvo Edward J. Pei y los protagonistas son Lorenzo Lamas, Anthony Geary y Ken Foree, entre otros. El filme fue realizado por Blueline Productions, Den Pictures Inc. y Ian Page Productions, se estrenó el 23 de marzo de 1991.

## Sinopsis
Miles Keane tiene un bar de baile y le debe dinero a los mafiosos, salda lo que adeuda realizando combates ilegales.